# Tirip
Tirip is een bestuurslaag in het regentschap Wonosobo van de provincie Midden-Java, Indonesië. Tirip telt 4102 inwoners (volkstelling 2010).